# Friedrichsberg (Mainleus)
Friedrichsberg (oberfränkisch: Dea Bärch) ist ein Gemeindeteil des Marktes Mainleus im Landkreis Kulmbach (Oberfranken, Bayern). Friedrichsberg liegt in der Gemarkung Buchau.

## Geografie
Die Einöde liegt in einer Waldlichtung des Mainecker Forstes. Das Gelände fällt im Westen ins Tal des Scheuergrundgrabens und im Osten ins Tal eines namenlosen Baches ab, beides linke Zuflüsse des im Norden vorbeifließenden Mains, in dessen Richtung das Gelände ebenfalls abfällt. Ein Anliegerweg führt 600 Meter nördlich zu einer Gemeindeverbindungsstraße, die südwestlich nach Witzmannsberg bzw. nordöstlich nach Rothwind zur Bundesstraße 303 verläuft.

## Geschichte
Der Ort wurde 1348 als „Fridreichsperg“ erstmals urkundlich erwähnt. Das Bestimmungswort ist Friedrich, der Personenname des Siedlungsgründers.
Gegen Ende des 18. Jahrhunderts bestand Friedrichsberg aus 2 Anwesen (1 Hof, 1 Sölde). Das Hochgericht übte das bambergische Centamt Weismain aus. Das Rittergut Steinenhausen war Grundherr der beiden Anwesen.
Mit dem Gemeindeedikt wurde Friedrichsberg dem 1811 gebildeten Steuerdistrikt Buchau zugewiesen. 1812 erfolgte die Überweisung an den neu gebildeten Steuerdistrikt Witzmannsberg und die gleichnamige Ruralgemeinde. Sowohl Steuerdistrikt als auch Ruralgemeinde wurden 1818 aufgelöst und wieder nach Buchau eingegliedert. Am 1. Januar 1972 wurde die Gemeinde Buchau im Zuge der Gebietsreform in Bayern nach Mainleus umgemeindet.

### Einwohnerentwicklung
| Jahr      | 001809 | 001818 | 001861 | 001871 | 001885 | 001900 | 001925 | 001950 | 001961 | 001970 | 001987 |
| Einwohner | 6      | 16     | 14     | 13     | 13     | 7      | 7      | 13     | 12     | 17     | 7      |
| Häuser    |        | 2      |        |        | 2      | 2      | 1      | 2      | 2      |        | 2      |
| Quelle    | [ 11 ] | [ 8 ]  | [ 12 ] | [ 13 ] | [ 14 ] | [ 15 ] | [ 16 ] | [ 17 ] | [ 18 ] | [ 19 ] | [ 1 ]  |

## Religion
Friedrichsberg ist seit der Reformation evangelisch-lutherisch geprägt und nach St. Michael (Buchau) gepfarrt.